# P-7 (typ jachtu)
P-7 – polski turystyczny jacht żaglowy (kajak żaglowy) przeznaczony do pływania po rzekach i jeziorach.
Jednostka przeznaczona była do budowy amatorskiej, a zaprojektował ją w 1933 lub 1934 Mieczysław Pluciński (łącznie plany wydano dwa razy: 1934 i 1938). Był to pierwszy polski tani i prosty w budowie jacht dla amatorów, w związku z czym zdobył dużą popularność i był w wielu egzemplarzach konstruowany także po II wojnie światowej. Przed wojną prawdopodobnie zbudowano około 400 sztuk. Przeznaczony był dla dwóch żeglarzy. Łączył w sobie cechy jachtu żaglowego i łodzi wiosłowej. Na przełomie lat 40. i 50. XX wieku P-7 uzyskał status klasy narodowej.
W maju 1939 Pluciński zaprojektował nową wersję, którą nazwał gig żaglowy P7. Zmianom poddał w tej wersji szerokość (1,2 m), kształt dziobu i ożaglowanie, zwiększył wymiary miecza oraz wyniósł pawęż nad linię wody. Jednostka ta miała być bardziej stabilna i szybsza, mniej narażona na wywrócenie w czasie szkwałów. Z uwagi na napaść niemiecką na Polskę prototyp łodzi nigdy nie został zrealizowany.

## Informacje techniczne
- długość: 5 m,
- szerokość: 1 m,
- zanurzenie: 0,90 m (z mieczem),
- ożaglowanie: 7 m²[2].